# Esthero

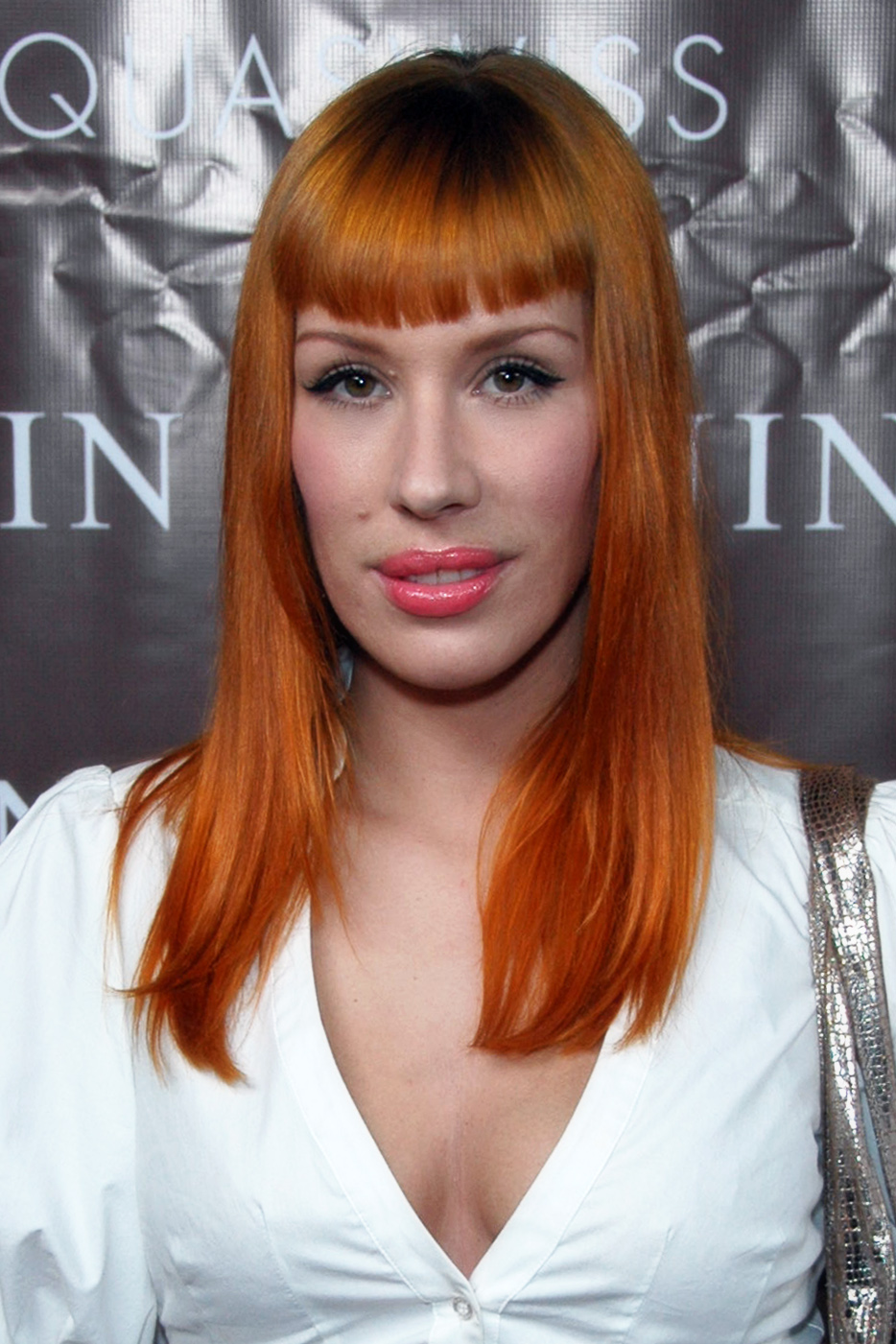
Esthero im Jahr 2008

Esthero (* 23. Dezember 1978 in Stratford, Ontario; bürgerlich Jenny-Bea Englishman) ist eine kanadische Singer-Songwriterin.

## Karriere
Esthero wurde bei einem Open-Mic-Auftritt in einem Café in Toronto entdeckt und mit dem Präsidenten der EMI Publishing Canada, Michael McCarty, bekanntgemacht, der eine Kollaboration mit dem Gitarristen und Studiotechniker Martin „Doc“ McKinney arrangierte.
Esthero und McKinney brachten im Frühjahr 1998 ihr Debütalbum Breath from Another beim Musiklabel Work Group heraus, von dem die Singles Breath from Another, Heaven Sent und That Girl ausgekoppelt wurden. That Girl ist in dem Film Ich weiß noch immer, was du letzten Sommer getan hast (1998) zu hören und ein Remix ihres Songs Country Livin’ wurde für den Soundtrack des Films Slam (1998) verwendet.
Im Jahr 2000 unterschrieb sie einen Plattenvertrag bei Reprise Records und sang sie mit den Black Eyed Peas das Lied Weekends. Im folgenden Jahr arbeitete Esthero mit dem deutschen Produzenten Ian Pooley an Balmes (A Better Life) zusammen, das die Top 75 der britischen Single-Charts erreichte.
Unter ihrem bürgerlichen Namen schrieb sie an drei Songs für Kanye Wests Album 808s & Heartbreak mit, das im November 2008 veröffentlicht wurde. Außerdem schrieb sie an Brandys Album Human mit. 2012 veröffentlichte sie ihr Album Everything Is Expensive.

## Diskografie

### Studioalben
- 1998: Breath from Another (Work, Columbia, Sony Music)
- 2005: Wikked Lil’ Grrrls (Reprise)
- 2012: Everything Is Expensive (XL, Columbia)

### Singles
- 1998: Breath from Another
- 1998: Heaven Sent
- 1998: That Girl
- 2003: O.G. Bitch
- 2004: We R in Need of a Musical Revolution
- 2005: Fastlane (featuring Jemeni and Jelleestone)
- 2012: Never Gonna Let You Go
- 2017: You’re A Mean One, Mr Grinch